# Kaeso
Kaeso (auch Caeso) ist ein seltenes römisches Praenomen („Vorname“). Seine Abkürzung lautet K. Der Name ist vielleicht etruskischer Herkunft; in der Antike wurde er mit „der durch Kaiserschnitt geborene“ (von griech. καίω „schneiden“) wiedergegeben. Theodor Mommsen liefert eine andere Erklärung: Da der Vorname nur bei den patrizischen Gentes der Fabier und Quinctier vorkam (sowie selten auch bei den Aciliern und Duiliern), die zuerst die Priesterschaft der luperci stellten, soll er das rituelle „Schlagen“ (lat. caedere) am Luperkalienfest kennzeichnen.